# Giraudia magnispiracularis
Giraudia magnispiracularis är en stekelart som först beskrevs av Tohru Uchida 1932.  Giraudia magnispiracularis ingår i släktet Giraudia och familjen brokparasitsteklar. Inga underarter finns listade i Catalogue of Life.